# Hodometrica prolixa
Hodometrica prolixa is een naaldkreeftjessoort uit de familie van de Pagurapseudidae. De wetenschappelijke naam van de soort is voor het eerst geldig gepubliceerd in 1940 door Miller.